# Copa del Rey 1913
Dvanáctý ročník Copa del Rey (španělského poháru) se konal kvůli nesrovnalostem mezi kluby u dvou rozdílných turnajů. První turnaj pořádal Španělská federace a druhý turnaj Španělská unie klubů.
Turnaj kterou pořádala Španělská federace se hrál od 16. března do 23. března 1913 za účasti pěti klubů. Trofej získal poprvé ve své historii Real Unión Club, který porazila ve finále Athletic Club 2:2 a 1:0.
Turnaj kterou pořádala Španělská unie klubů se hrál od 16. března do 23. března 1913 za účasti dvou klubů. Trofej získal potřetí ve své historii FC Barcelona, která porazila ve finále Real Sociedad 2:2, 0:0 a 2:1.